# Ronald McDonald
 (janvier 2019).
Si vous disposez d'ouvrages ou d'articles de référence ou si vous connaissez des sites web de qualité traitant du thème abordé ici, merci de compléter l'article en donnant les références utiles à sa vérifiabilité et en les liant à la section « Notes et références ».
Pour les articles homonymes, voir Ronald MacDonald et MacDonald.

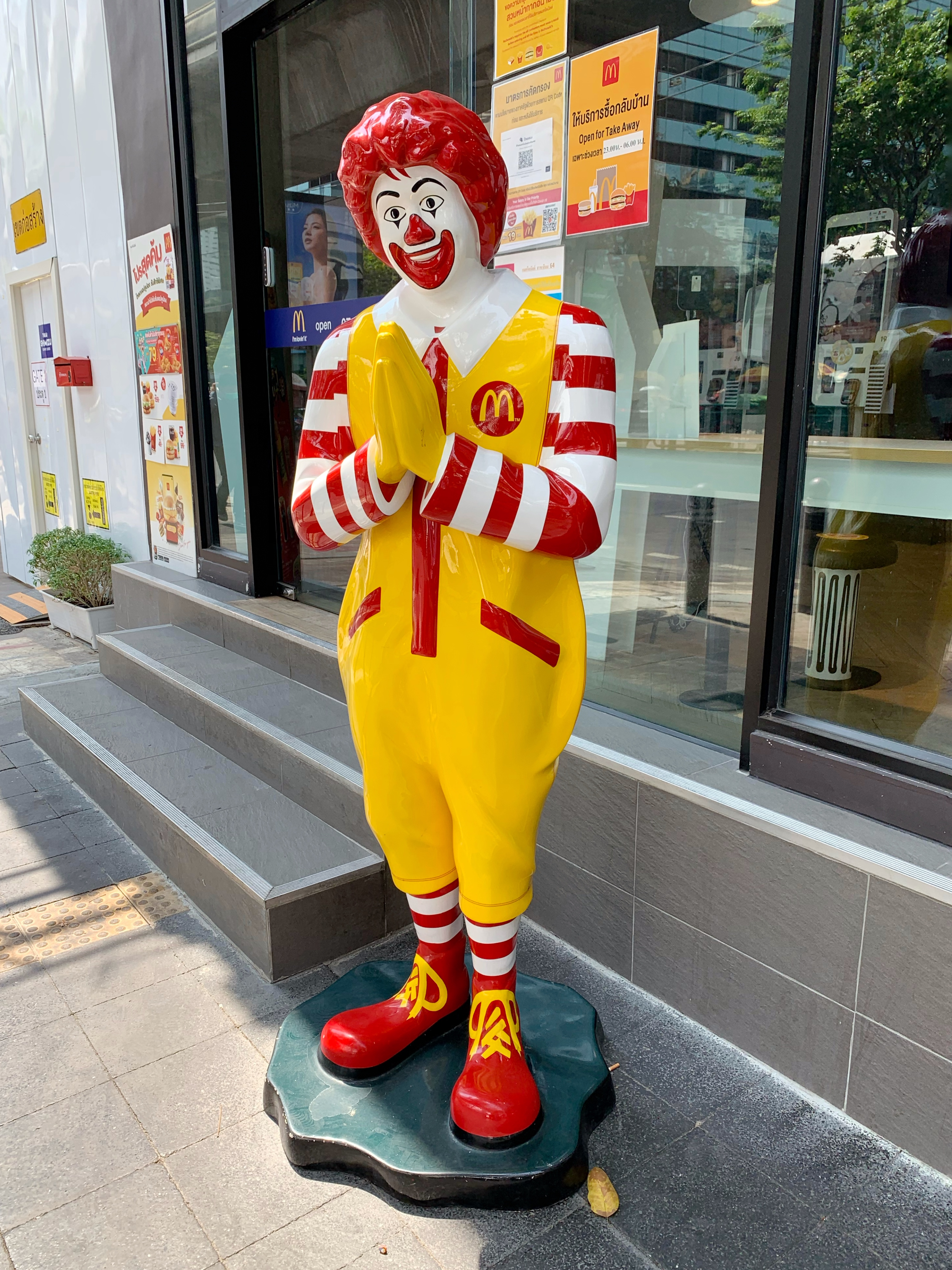
Ronald McDonald en Thaïlande.

Ronald McDonald est un personnage de fiction et la mascotte de la chaîne de restauration rapide McDonald's entre 1963 et 2009.

## Historique
En 1962, afin de fidéliser les familles et en particulier les enfants, un franchisé de Washington D.C. commande un spectacle pour enfants baptisé Bozo's Circus (le cirque de Bozo). Bozo était un personnage franchisé, joué à Los Angeles par Willard Scott.  
Lorsque le spectacle fut annulé, Scott fut embauché pour représenter la nouvelle mascotte de McDonald's, Ronald McDonald, dans les trois premières publicités télévisuelles incluant le personnage, en 1963. Le personnage sera finalement diffusé sur le reste des États-Unis par une campagne de publicité.
Une troupe entière de personnages issus du « Ronald Land » a été développée, pour accompagner Ronald : on a pu voir des personnages ressemblant à des hamburgers et d'autres sans forme particulière.
Aujourd'hui, avec le Marlboro Man et Géant Vert, Ronald McDonald est l'une des trois icônes publicitaires les plus connues dans le monde. Celui-ci parle rarement ; toutefois, en France c'est le comédien Didier Gircourt qui lui a prêté sa voix.

## Popularité
Couplé avec la formule du Happy Meal / Joyeux Festin qui offre des figurines en plastique, le clown Ronald McDonald a réussi à attirer et à fidéliser de nombreuses générations d'enfants, qui reviennent une fois adultes consommer dans les restaurants McDonald's. Aux États-Unis, près de 96 % des enfants connaissent le personnage de Ronald McDonald, ce qui le rend aussi populaire que le Père Noël. C'est d'ailleurs l'un des argumentaires du film documentaire Super Size Me sur les effets néfastes de la restauration rapide : dans l'une des scènes du film, Morgan Spurlock montre plusieurs portraits dont Jésus, George W. Bush et Ronald McDonald à des enfants qui doivent les reconnaître.
Pour rendre plus populaire ce personnage en France, des bandes dessinées publicitaires, où apparaissent Ronald et ses amis dans de courtes aventures, ont été publiées (par exemple dans Picsou Magazine). Elles ont été créées en décembre  2003 et se sont arrêtées en 2005.
Depuis 2009, Ronald a été remplacé par des boîtes de Happy Meal vivantes avec des bras et des chaussures (nommées Happy).

## Parodies sur Internet
Le personnage de Ronald McDonald semble exercer une forme de fascination insolite sur une partie du public japonais, ce qui a mené à la création de nombreuses parodies surprenantes appelés Otomad (音MAD) sur le site Niconico, équivalent japonais de YouTube. Dans ces vidéos, des extraits de publicités japonaise ou films mettant en scène Ronald sont utilisés pour remixer des musiques (le plus souvent issues de la culture populaire japonaise) en utilisant le Pitch shift du sample des vidéos sélectionnées. 
Visuellement et sonorement, ces vidéos peuvent être amateur comme professionnel. 
Ronald McDonald affronte The King, la mascotte de Burger King dans l'épisode 74 de Epic Rap Battles of History, peu après un épisode au même titre de la série spin-off Flash In the Pan Hip-Hop Conflicts of Nowadays.
La série d'animation Les Kassos diffuse le 21 novembre 2024 sur sa chaîne Youtube un épisode dans lequel Ronald McDonald est mélangé au clown Grippe-Sou et attire Georgie dans le placard de l'assistante sociale avec un hamburger et un jouet.

## Disparition progressive
À partir de 2009, McDonald's retire Ronald McDonald de ses campagnes de publicité télévisées. En effet, souvent accusé de véhiculer une image de malbouffe à destination des enfants, l'entreprise a souhaité renouveler son image de marque en optant pour une stratégie plus respectueuse de l'environnement et promouvant l'élevage local[réf. nécessaire].

## Filmographie
- Mac et moi (Mac and Me) (1988)
- The Wacky Adventures of Ronald McDonald: Scared Silly (1998)
- The Wacky Adventures of Ronald McDonald: The Visitors from Outer Space (1999)
- Super Size Me (2004)
- Logorama  (2009)